# 前比利牛斯山山麓

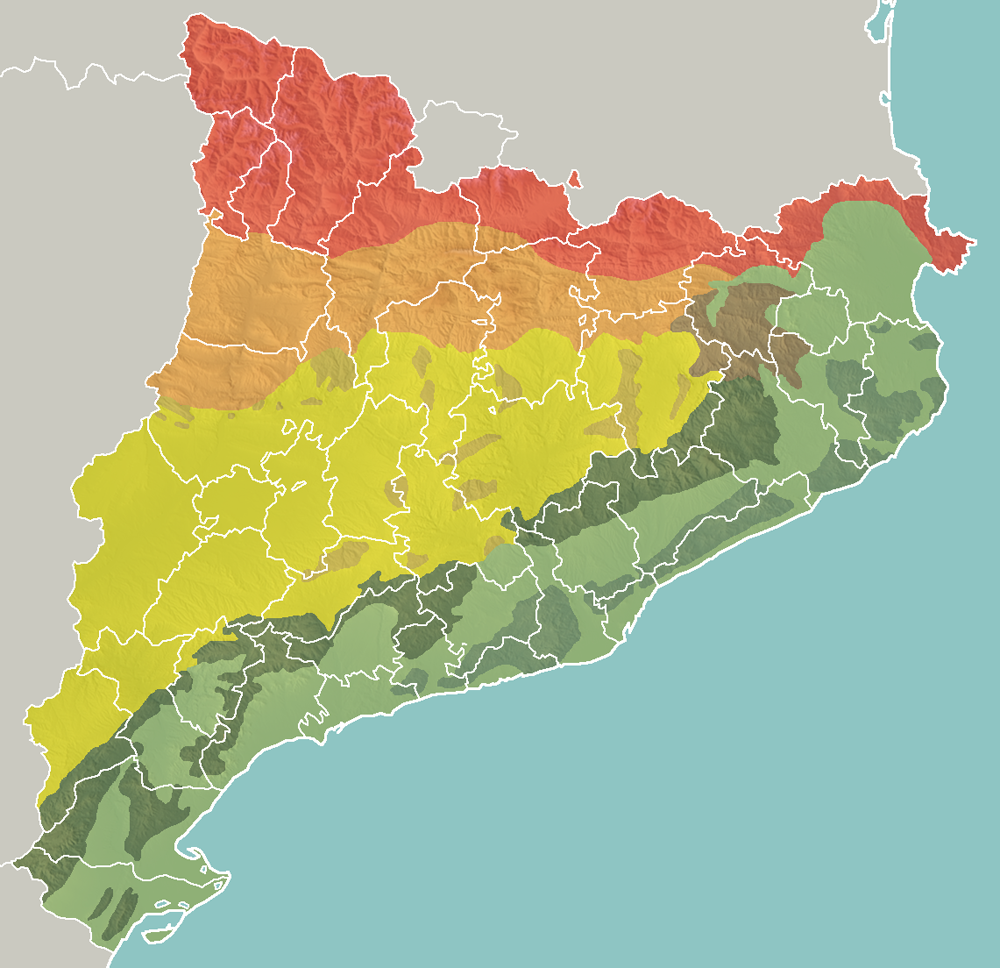
地貌:

前比利牛斯山山麓（西班牙語：Prepirineo），是西歐的山麓，橫跨西班牙和法國，長425公里、寬40公里，在阿爾卑斯造山運動時期形成，有些山峰海拔高度超過2,600米。